# DFB-Pokal 1989/90 (Frauen)
Der DFB-Pokal der Frauen 1990 wurde vom FSV Frankfurt gewonnen. Im Finale schlug der FSV den FC Bayern München mit 1:0. Für die Frankfurterinnen war es der zweite Pokalsieg.

## Teilnehmer
Für den DFB-Pokal haben sich folgende Verbandspokalsieger qualifiziert:
| Regionalverband Nord | Regionalverband West                                                                    | Regionalverband Südwest                                                          | Regionalverband Süd | Berlin           |
| --- | --------------------------------------------------------------------------------------- | -------------------------------------------------------------------------------- | --- | ---------------- |
| - Bremen: Polizei SV Bremen - Hamburg: SC Poppenbüttel - Niedersachsen: VfR Eintracht Wolfsburg - Schleswig-Holstein: Schmalfelder SV | - Mittelrhein: Grün-Weiß Brauweiler - Niederrhein: KBC Duisburg - Westfalen: TSV Siegen | - Rheinland: TuS Ahrbach - Saarland: VfR 09 Saarbrücken - Südwest: TuS Wörrstadt | - Baden SC Klinge Seckach - Bayern FC Bayern München - Hessen: FSV Frankfurt - Südbaden: SpVgg Wiehre - Württemberg: VfL Sindelfingen | - 1. FC Neukölln |

## Übersicht
Die jeweils oben genannte Mannschaft hatte Heimrecht. Fett geschriebene Mannschaften erreichten die nächste Runde. Zahlen dahinter kennzeichnen die Tore im Wiederholungsspiel. Zahlen in Klammern die Tore im Elfmeterschießen.
|  | Achtelfinale         | Achtelfinale |                      |                   | Viertelfinale        | Viertelfinale |  |  | Halbfinale | Halbfinale |  |  | Finale | Finale |
|  |                      |              |                      |                   |                      |               |  |  |            |            |  |  |        |        |
|  |                      |              |                      |                   |                      |               |  |  |            |            |  |  |        |        |
|  | SC Poppenbüttel      | 0            |                      |                   |                      |               |  |  |            |            |  |  |        |        |
|  | Schmalfelder SV      | 3            |                      |                   |                      |               |  |  |            |            |  |  |        |        |
|  | Schmalfelder SV      | 3            | Schmalfelder SV      | 0                 |                      |               |  |  |            |            |  |  |        |        |
|  |                      |              | Schmalfelder SV      | 0                 |                      |               |  |  |            |            |  |  |        |        |
|  |                      |              |                      |                   | VfR 09 Saarbrücken   | 2             |  |  |            |            |  |  |        |        |
|  | VfR 09 Saarbrücken   | 3            |                      |                   | VfR 09 Saarbrücken   | 2             |  |  |            |            |  |  |        |        |
|  | VfR 09 Saarbrücken   | 3            |                      |                   |                      |               |  |  |            |            |  |  |        |        |
|  | TuS Wörrstadt        | 0            |                      |                   |                      |               |  |  |            |            |  |  |        |        |
|  | TuS Wörrstadt        | 0            | VfR 09 Saarbrücken   | 1/2               |                      |               |  |  |            |            |  |  |        |        |
|  |                      |              | VfR 09 Saarbrücken   | 1/2               |                      |               |  |  |            |            |  |  |        |        |
|  |                      |              |                      | FSV Frankfurt     | 21/32                |               |  |  |            |            |  |  |        |        |
|  | KBC Duisburg         | 3            |                      | FSV Frankfurt     | 21/32                |               |  |  |            |            |  |  |        |        |
|  | KBC Duisburg         | 3            |                      |                   |                      |               |  |  |            |            |  |  |        |        |
|  | FSV Frankfurt        | 5            |                      |                   |                      |               |  |  |            |            |  |  |        |        |
|  | FSV Frankfurt        | 5            | FSV Frankfurt        | 100               |                      |               |  |  |            |            |  |  |        |        |
|  |                      |              | FSV Frankfurt        | 100               |                      |               |  |  |            |            |  |  |        |        |
|  |                      |              |                      |                   | SpVgg Wiehre         | 0             |  |  |            |            |  |  |        |        |
|  | SpVgg Wiehre         | 6            |                      |                   | SpVgg Wiehre         | 0             |  |  |            |            |  |  |        |        |
|  | SpVgg Wiehre         | 6            |                      |                   |                      |               |  |  |            |            |  |  |        |        |
|  | 1. FC Neukölln       | 2            |                      |                   |                      |               |  |  |            |            |  |  |        |        |
|  | 1. FC Neukölln       | 2            | FSV Frankfurt        | 1                 |                      |               |  |  |            |            |  |  |        |        |
|  |                      |              | FSV Frankfurt        | 1                 |                      |               |  |  |            |            |  |  |        |        |
|  |                      |              |                      | FC Bayern München | 0                    |               |  |  |            |            |  |  |        |        |
|  | Eintracht Wolfsburg  | 1            |                      | FC Bayern München | 0                    |               |  |  |            |            |  |  |        |        |
|  | Eintracht Wolfsburg  | 1            |                      |                   |                      |               |  |  |            |            |  |  |        |        |
|  | VfL Sindelfingen     | 3            |                      |                   |                      |               |  |  |            |            |  |  |        |        |
|  | VfL Sindelfingen     | 3            | VfL Sindelfingen     | 0                 |                      |               |  |  |            |            |  |  |        |        |
|  |                      |              | VfL Sindelfingen     | 0                 |                      |               |  |  |            |            |  |  |        |        |
|  |                      |              |                      |                   | Grün-Weiß Brauweiler | 1             |  |  |            |            |  |  |        |        |
|  | TuS Ahrbach          | 1            |                      |                   | Grün-Weiß Brauweiler | 1             |  |  |            |            |  |  |        |        |
|  | TuS Ahrbach          | 1            |                      |                   |                      |               |  |  |            |            |  |  |        |        |
|  | Grün-Weiß Brauweiler | 2            |                      |                   |                      |               |  |  |            |            |  |  |        |        |
|  | Grün-Weiß Brauweiler | 2            | Grün-Weiß Brauweiler | 0                 |                      |               |  |  |            |            |  |  |        |        |
|  |                      |              | Grün-Weiß Brauweiler | 0                 |                      |               |  |  |            |            |  |  |        |        |
|  |                      |              |                      | FC Bayern München | 1                    |               |  |  |            |            |  |  |        |        |
|  | SC Klinge Seckach    | 6            |                      | FC Bayern München | 1                    |               |  |  |            |            |  |  |        |        |
|  | SC Klinge Seckach    | 6            |                      |                   |                      |               |  |  |            |            |  |  |        |        |
|  | Polizei SV Bremen    | 0            |                      |                   |                      |               |  |  |            |            |  |  |        |        |
|  | Polizei SV Bremen    | 0            | SC Klinge Seckach    | 1                 |                      |               |  |  |            |            |  |  |        |        |
|  |                      |              | SC Klinge Seckach    | 1                 |                      |               |  |  |            |            |  |  |        |        |
|  |                      |              |                      |                   | FC Bayern München    | 2             |  |  |            |            |  |  |        |        |
|  | FC Bayern München    | 1/1 (5)      |                      |                   | FC Bayern München    | 2             |  |  |            |            |  |  |        |        |
|  | FC Bayern München    | 1/1 (5)      |                      |                   |                      |               |  |  |            |            |  |  |        |        |
|  | TSV Siegen           | 11/1 (3)1    |                      |                   |                      |               |  |  |            |            |  |  |        |        |

1 Sieg im Elfmeterschießen im Wiederholungsspiel
2 Sieg im Wiederholungsspiel

## Achtelfinale
Gespielt wurde am 2. und 3. September 1989. Der Termin des Wiederholungsspiels ist nicht bekannt.
|                         | Ergebnis  |                      |
| ----------------------- | --------- | -------------------- |
| VfR 09 Saarbrücken      | 3:0       | TuS Wörrstadt        |
| TuS Ahrbach             | 1:2       | Grün-Weiß Brauweiler |
| VfR Eintracht Wolfsburg | 1:3       | VfL Sindelfingen     |
| SpVgg Wiehre            | 6:2       | 1. FC Neukölln       |
| KBC Duisburg            | 3:5       | FSV Frankfurt        |
| SC Poppenbüttel         | 0:3       | Schmalfelder SV      |
| SC Klinge Seckach       | 6:0       | Polizei SV Bremen    |
| FC Bayern München       | 1:1 n. V. | TSV Siegen           |

### Wiederholungsspiel
|            | Ergebnis              |                   |
| ---------- | --------------------- | ----------------- |
| TSV Siegen | 1:1 n. V. (3:5 i. E.) | FC Bayern München |

## Viertelfinale
Gespielt wurde am 14. und 15. Oktober 1989.
|                   | Ergebnis |                      |
| ----------------- | -------- | -------------------- |
| Schmalfelder SV   | 0:2      | VfR 09 Saarbrücken   |
| FSV Frankfurt     | 10:00    | SpVgg Wiehre         |
| SC Klinge Seckach | 1:2      | FC Bayern München    |
| VfL Sindelfingen  | 0:1      | Grün-Weiß Brauweiler |

## Halbfinale
Gespielt wurde am 14. und 16. April 1990.
|                      | Ergebnis  |                   |
| -------------------- | --------- | ----------------- |
| Grün-Weiß Brauweiler | 0:1       | FC Bayern München |
| VfR 09 Saarbrücken   | 1:1 n. V. | FSV Frankfurt     |

### Wiederholungsspiel
|               | Ergebnis  |                    |
| ------------- | --------- | ------------------ |
| FSV Frankfurt | 3:2 n. V. | VfR 09 Saarbrücken |

## Finale
| FSV Frankfurt                                 | FSV Frankfurt | FC Bayern München | FC Bayern München |
| --------------------------------------------- | --- | --- | ----------------- |
| FSV Frankfurt                                 | \| 19. Mai 1990 in Berlin (Olympiastadion) \| \| Ergebnis: 1:0 (1:0) \| \| Zuschauer: 15.000 (Vorspiel zum Männerfinale) \| \| Schiedsrichter: Hellmut Krug (Gelsenkirchen) \|                                                                                                 | \| 19. Mai 1990 in Berlin (Olympiastadion) \| \| Ergebnis: 1:0 (1:0) \| \| Zuschauer: 15.000 (Vorspiel zum Männerfinale) \| \| Schiedsrichter: Hellmut Krug (Gelsenkirchen) \|                                        | FC Bayern München |
| FSV Frankfurt                                 | Mary Harvey – Andrea Heinrich – Daniela Stumpf, Britta Unsleber, Kerstin Pohlmann – Gaby König, Bettina Mantel, Dagmar Pohlmann, Katja Bornschein – Martina Walter (71. Carmen Birkenbach), Gaby Mink (71. Susanne Rotard), Bettina Weise Cheftrainerin: Monika Koch-Emsermann | Niobe Friedrich – Dagmar Uebelhör – Christine Paul, Bärbel Olejnik – Roswitha Bindl, Kristina Wiest, Marion Steinbrunner – Carola Walden (70. Ulrike Becker), Edeltraud Grom, Rie Yamaki Cheftrainerin: Cornelia Doll | FC Bayern München |
| FSV Frankfurt                                 | 1:0 Martina Walter (20.) | | FC Bayern München |
| FSV Frankfurt                                 | Bettina Mantel | Carola Walden, Jutta Wiest | FC Bayern München |
| 19. Mai 1990 in Berlin (Olympiastadion)       | | |                   |
| Ergebnis: 1:0 (1:0)                           | | |                   |
| Zuschauer: 15.000 (Vorspiel zum Männerfinale) | | |                   |
| Schiedsrichter: Hellmut Krug (Gelsenkirchen)  | | |                   |